# Bronn
Bronn é uma personagem fictícia  da série de livros de fantasia A Song of Ice and Fire, do autor norte-americano George R. R. Martin, e de sua adaptação televisiva Game of Thrones. Introduzido no primeiro livro da série, A Game of Thrones (1996), ele é um mercenário da espada de grande habilidade e astúcia, nascido nas classes baixas de Westeros. Ele também aparece nos dois livros seguintes, A Clash of Kings (1998) e A Storm of Swords (2000), sendo um personagem ativo mas secundário. Na série de televisão da HBO,  é interpretado pelo ator britânico Jerome Flynn.

## Perfil
Bronn é um homem sarcástico, com um senso de humor ácido e uma filosofia de vida amoral e pragmática. Entretanto, não é um homem cruel ou sádico. Apesar da natureza avarenta de Bronn, que é ridicularizada por cavaleiros mais honrados, ele é um lutador habilidoso e perigoso.

## Biografia

### Série literária
Apresentado como um mercenário que aluga sua espada a quem pagar melhor, Brom aparece em A Game of Thrones ajudando Catelyn Stark a escoltar seu prisioneiro, Tyrion Lannister, ao Ninho da Águia, possivelmente em troca de uma recompensa. Durante a jornada, ele faz amizade com Tyrion e demonstra sua habilidade com a espada quando os dois são atacados por selvagens. No destino, ele aceita a oferta de Tyrion de lutar como seu campeão no julgamento por combate exigido pelo anão, reconhecendo que tem mais a ganhar do que perder ajudando um Lannister. Ele vence o campeão da senhora do Ninho, Lysa Arryn, irmã de Catelyn, Ser Vardis Egen, usando pouca armadura, o que lhe permite maior rapidez de movimentos, para matá-lo facilmente. Ele se torna o guarda-costas de Tyrion e o acompanha até o campo de exércitos de Tywin Lannister, pai de Tyrion, e dali a Porto Real, servindo como capitão da guarda e braço-direito. Quando Stannis Baratheon ataca a capital, Bronn é feito cavaleiro por seu papel na defesa da cidade, assumindo o nome de Ser Bronn de Blackwater.
Em A Storm of Swords, Tyrion é acusado de matar o rei Joffrey Baratheon e exige um segundo julgamento de combate, pedindo a Bronn que o represente, desta vez contra o monstruoso  Gregor Clegane; apesar de reconhecer que talvez possa vencer, Bronn acha que os benefícios não valem o risco, e se recusa; ao invés disso aceita a oferta de Cersei de se casar com Lolly da rica Casa Stokeworth, um nobre solteira que está grávida após ser estuprada durante um distúrbio popular. Quando a mulher dá a luz, ele dá ao menino o nome de Tyrion, uma homenagem dúbia ao amigo e ex-empregador. Sempre manipuladora. Cersei diz ao cunhado de Lolly, Balman Byrch, para matar Bronn, temerosa de que ele ainda tenha amizade com Tyrion mas Bronn vence o duelo e o  mata. Depois que todos os membros de Stockeworth com exceção da esposa morrem misteriosamente, ele assume o controle da Casa e se autoproclama Lorde Protetor de Stockeworth.

## Série de televisão
Apesar de ser um personagem bastante secundário nos livros de Martin, na série de tv Game of Thrones ele foi bastante expandido.

#### 1ª temporada (2011)
Inicialmente Bronn serve a Catelyn Stark e a ajuda a prender Tyrion Lannister e levá-lo a julgamento no Ninho da Águia, acusado da morte de  Jon Arryn e da tentativa de assassinato de Bran Stark – ele é inocente dos dois. Durante o julgamento, ele aceita defender Tyrion num julgamento por combate e mata o oponente, conquistando a liberdade do anão, de quem se torna amigo e protetor acompanhando-o de volta a Porto Real.

#### 2ª temporada (2012)
Após seu antecessor ser descoberto recebendo propinas, Bronn assume a posição de Capitão da Guarda de Porto Real. Quando Stannis Baratheon ataca a cidade com uma esquadra, Bronn se destaca durante a batalha usando flechas de fogo vivo que contém explosivos, incendiando e afundando metade dos navios, matando um grande número de atacantes.

#### 3ª temporada (2013)
Bronn tem seu posto cassado quando Tywin Lannister, chefe do clã dos Lannister, volta à cidade e assume a posição de Mão do Rei, a segunda mais alta do reino, mas é feito cavaleiro pelos serviços prestados em batalha, assumindo o título de Ser Bronn de Blackwater. Em seguida, ele exige mais ouro por proteger Tyrion e se torna seu confidente, apesar de desavenças crescerem entre os dois. Quando Tyrion é forçado pelo pai a se casar com Sansa Stark, Bronn o provoca dizendo que ele a deseja sexualmente, o que o anão toma como um grande insulto.

#### 4ª temporada (2014)
Tyrion paga Bronn para treinar seu irmão Jaime Lannister com a espada, depois que este perdeu uma mão, e tirar  Shae, sua amante prostituta, da cidade para protegê-la do pai, o que ele garante ter feito. Depois Bronn implora a Jaime que ajude Tyrion após ele ser acusado da morte de Joffrey. Quando Tyrion pede um julgamento por batalha, pretendendo escolher Bronn para defendê-lo, Cersi o compra lhe oferecendo a Casa Stockworth e uma esposa nobre. Bronn visita Tyrion na prisão e diz que não vai representá-lo no duelo e que. de qualquer maneira, acha que não conseguiria derrotar o enorme Gregor Clegane, o campeão de Cersei. Ele se despede de Tyrion e os dois se separam como amigos.

#### 5ª temporada (2015)
Jaime Lennister é enviado pela irmã Cersei à  Dorne para resgatar a sobrinha Myrcella Baratheon e viaja até Stockworth para alistar Bronn, que está com sua noiva Lollys Stokeworth. Relutantemente, ele aceita a missão depois de Jaime lhe prometer uma esposa mais bonita e um castelo maior. Chegando ao Jardim das Águas de Dorne, os dois resgatam Myrcella das filhas bastardas de Oberyn Martell, as Serpentes da Areia, que pretendiam matar a menina como vingança pela morte do pai em Porto Real. Irrompe uma luta no lugar e todos são dominados pela guarda do príncipe Doran Martell e Bronn é colocado numa cela próximo às Serpentes da Areia. Uma delas, Tyene Sand, provoca Bronn lhe mostrando os seios antes de revelar que lhe inoculou um veneno que é ativado quando a batida cardíaca dele se acelera, só lhe dando o antídoto se ele disser que ela "é a mulher mais bonita do mundo". Ele acaba tendo permissão do príncipe para retornar a Porto Real com Jaime e Myrcella – morta, envenenada pela Serpentes – apesar da insistência de  Trystane Martell de que Bronn deva ser punido pelo chefe da guarda,  Areo Hotah, como punição por tê-lo nocauteado durante a tentativa de resgate.

#### 6ª temporada (2016)
Após   Brynden "Blackfish" Tully capturar o castelo de Riverrun da Casa Frey, Bronn acompanha Jaime até lá para ajudar no cerco. Quando o cerco é levantado, Bronn se junta ao exército Lannister num banquete na sede da Casa Frey, As Gêmeas. Durante o banquete, ele fica incomodado quando nota que várias criadas parecem atraídas por Jaime, sem perceber que uma delas é Arya Stark disfarçada. Depois da festa eles retornam a Porto Real e fica chocado ao descobrir que as maquinações de Cersei Lannister destruíram o Septo de Baelor na ausência deles.

#### 7ª temporada (2017)
Bronn participa do ataque e do saque à Highgarden, a fortaleza da Casa Tyrell que termina com a vitória das tropas comandadas por Jaime Lannister. Atuando na escolta das carroças que transportam comida e ouro da Campina para Porto Real, Jaime abre uma das carroças, retira um saco com moedas de ouro e dá a Bronn como sua paga; mesmo assim o mercenário reclama dizendo que aquilo não compra um castelo. Jaime lhe diz que quando a guerra acabar ele terá seu castelo, de nada adianta ter um agora para ser tomado pelo inimigo. Quando estão no caminho de volta, as tropas e as carroças são atacadas por Daenerys Targaryen, seu dragão  Drogon e o exército  Dothraki. A investida dizima as tropas dos Lannister, com suas carroças e muitos de seus homens incendiados pelo fogo lançado pelo dragão. Durante a batalha contra os Dothraki, Bronn é perseguido por um destes guerreiros e, perdendo a espada, é obrigado a fugir, entrando numa carroça; quando o Dothraki entra na carroça atrás dele, é surpreendido por Bronn, que atrás de uma das grandes bestas construídas para matar os dragões, dispara um grande arpão e faz o homem sair voando com o arpão no peito até ser pregado em outra carroça. Ele tira a lona da carroça descobrindo o arpão e mira Drogon no ar, acertando-o no segundo disparo, com Daenerys montada, e faz o dragão se contorcer de dor mas não o para; enraivecido, ele dispara seu jato de fogo contra a carroça de Bronn, que consegue escapar pulando dela no último momento. Logo depois, quando Jaime vai ser queimado pelo fogo lançado por Drogon, ele pula sobre Jaime derrubando-o do cavalo e os dois caem e afundam no rio enquanto a superfície da água fica coberta de fogo lançada pelo dragão.
Bronn surge das águas do rio junto com Jaime, a quem salvou de se afogar e diz que não o deixará morrer sem antes receber o que lhe é devido. Depois, de volta a Porto Real, leva Jaime até as catacumbas da Fortaleza Vermelha e o deixa a sós com Tyrion Lannister, que voltou em segredo à capital e entrou na fortaleza com ajuda dele. Do alto das muralhas da cidade, ele vê ao lado de Jaime a chegada à frente de Porto Real das forças de Dothrakis e dos Imaculados de Daenerys que vieram escoltá-la e a seus aliados para a reunião de líderes sobre a trégua. Depois de recebê-los, Bronn os encaminha até o Fosso dos Dragões, onde a reunião será realizada e na caminhada até lá refaz seus contatos de boa relação com Tyrion. Depois de instalá-los no local do encontro, sai para beber com  Podrick Payne, o escudeiro de Brienne de Tarth, deixando o local para "as pessoas importantes" se reunirem. 

#### 8ª temporada (2019)
Na Fortaleza Vermelha, ele recebe uma proposta de Cersei Lannister, através de Qyburn. A Mão de Cersei, alquimista e inventor, lhe traz a mesma besta especial com que Tyrion matou seu pai Tywin Lannister e caso Bronn a use para ir ao Norte e matar Tyrion e Jaime Lannister, os irmãos de Cersei, ela lhe dará uma fortuna em ouro e Riverrun. Ele chega a Winterfell depois da batalha em que os vivos derrotaram o Rei da Noite e seu exército de mortos-vivos e entra sorrateiramente à noite num quarto onde Tyrion e Jaime conversam, após um banquete de comemoração, com sua besta nas mãos. Conta aos dois da oferta de Cersei mas acaba aceitando uma contraproposta de Tyrion de se tornar o Lorde de  Highgarden após a derrota de Cersei, e deixa os dois vivos retirando-se sorrateiramente como entrou.  Com a derrota de Cersei, a destruição de Porto Real e a eleição de um novo rei, Tyrion, o único Lannister sobrevivente, cumpre a promessa e Bonn se transforma no Lorde de Highgarden e recebe o cargo de Mestre da Moeda no Pequeno Conselho do novo rei de Westeros, Bran Stark.